# Anna Maria – Eine Frau geht ihren Weg
Anna Maria – Eine Frau geht ihren Weg ist eine Fernsehserie mit Uschi Glas in der Titelrolle, die zwischen 1994 und 1997 auf Sat.1 ausgestrahlt wurde.

## Inhalt
Nach dem Tod des Kieswerkbesitzers Hannes Seeberger muss sich seine Ehefrau Anna Maria plötzlich nicht nur um die Kinder Patricia und Manuel, sondern auch um das Kieswerkgeschäft kümmern. Doch der Betrieb steht vor dem Konkurs, Mitarbeiter kündigen und die Bank verlängert wichtige Kredite nicht mehr. Auch muss die Neu-Geschäftsfrau lernen, sich gegenüber ihrem Konkurrenten Alexander Langer durchzusetzen.

## Veröffentlichung
Der 90-minütige Pilotfilm wurde am 17. Oktober 1994 ausgestrahlt. Hierauf folgten 27 Folgen mit einer Laufzeit von ca. 46 Minuten, womit nebst der üblichen, stündlichen 13 Werbeminuten plus Programmvorschau eine Ausstrahlungsdauer von 1 Stunde erreicht wurde.
Die letzten drei der 31 Folgen wurden in Spielfilmlänge (ca. 94 min.) produziert und bei Wiederholungen auf 2 Folgen aufgeteilt.
Bei der DVD-Veröffentlichung werden diese letzten drei der 31 Folgen als „Doppelfolgen 28+29, 30+31 und 32+33“ genannt.
Die Ausstrahlung der letzten Folge erfolgte am 13. Januar 1997.

## Erfolg
Diese Serie stellt nicht nur bis heute die erfolgreichste Serie des Senders dar, sie hält auch den Senderquotenrekord. Die Zehn-Millionen-Marke wurde regelmäßig gebrochen.
Mitte der 1990er Jahre war die Serie neben den Folgen von Kommissar Rex und Der Bulle von Tölz einer der Quotenbringer bei Sat.1.